# Judo na Igrzyskach Afrykańskich 1995
Zawody w Judo na Igrzyskach Afrykańskich 1995 odbywały się w dniach 13-23 września w Harare.

## Klasyfikacja medalowa
Gospodarz zawodów został zaznaczony kolorem.
| Miejsce | Państwo                  |    |    |    | Razem |
| ------- | ------------------------ | -- | -- | -- | ----- |
| 1       | Tunezja                  | 4  | 2  | 5  | 11    |
| 2       | Egipt                    | 4  | 1  | 2  | 7     |
| 3       | Algieria                 | 2  | 1  | 7  | 10    |
| 4       | Południowa Afryka        | 1  | 3  | 4  | 8     |
| 5       | Mauritius                | 1  | 3  | 1  | 5     |
| 6       | Senegal                  | 1  | 1  | 1  | 3     |
| 7       | Nigeria                  | 1  | 0  | 4  | 5     |
| 8       | Gabon                    | 1  | 0  | 1  | 2     |
| 9       | Zimbabwe                 | 1  | 0  | 0  | 1     |
| 10      | Wybrzeże Kości Słoniowej | 0  | 3  | 0  | 3     |
| 11      | Kamerun                  | 0  | 2  | 4  | 6     |
| 12      | Madagaskar               | 0  | 0  | 3  | 3     |
| Razem   | Razem                    | 16 | 16 | 32 | 64    |

## Wyniki

### Mężczyźni
| Waga   | Złoto                | Srebro              | Brąz                              |
| -60 kg | Makrem Ayed          | Henry Wessels       | Ammar Murajdża Tarek Diaa         |
| -66 kg | Nur ad-Din al-Jakubi | Haitham El Hossainy | Sami Moumen Terrence Parkin       |
| -71 kg | Hassen Moussa        | David Koissy        | Noriaspola Mizjan Dahmani         |
| -78 kg | Suleman Musa         | Lotfi Aissaoui      | Iljas Szarifi Ahmed El-Sayed      |
| -86 kg | Skander Hachicha     | Jean-Claude Raphael | Dean Hughes Serge Biwole Abolo    |
| -95 kg | Bassel El-Gharbawy   | William Akboro      | Salah Rekik Antonio Félicité      |
| +95 kg | Slim Agrebi          | Khalifa Diouf       | Kamil al-Arabi Steve Nguema Ndong |
| open   | Khalifa Diouf        | Serge Abolo Biwole  | Suleman Musa Kamil al-Arabi       |

### Kobiety
| Waga   | Złoto               | Srebro              | Brąz                                    |
| -48 kg | Salima Souakri      | Dolly Moothoo       | Soleil Rasoafaniry Nassiabassi Thompson |
| -52 kg | Liezl Downing       | Mimose Gery         | Lynda Mekzine Geneviève Nga Onana       |
| -57 kg | Debbie Warren-Jeans | Raoudha Chaari      | Nadia Khadem Domoina Rabeantoandro      |
| -61 kg | Priscilla Cherry    | Sanama Agoume       | Shioma Enenwuke Hajer Tbessi            |
| -66 kg | Mélanie Engoang     | Sally Buckton       | Marcelline Mkegne Nesria Traki          |
| -72 kg | Nora Abdelhamid     | Chahira Boussetta   | Grace Dick Lorinda Bence                |
| +72 kg | Heba Hefny          | Marguerita Goua Lou | Elyze Strydom Samira Oueslati           |
| open   | Heba Hefny          | Marguerita Goua Lou | Marcelline Mkegne Adja Marieme Diop     |